# Hemerobius colombianus
Hemerobius colombianus is een insect uit de familie van de bruine gaasvliegen (Hemerobiidae), die tot de orde netvleugeligen (Neuroptera) behoort. 
Hemerobius colombianus is voor het eerst wetenschappelijk beschreven door Krüger in 1922.